# Milwaukee Mitchell International Airport

i7
i11
i13
Der Milwaukee Mitchell International Airport (IATA-Code: MKE, ICAO-Code: KMKE) ist der Flughafen der Stadt Milwaukee im US-Bundesstaat Wisconsin.

## Lage und Verkehrsanbindung
Der Milwaukee Mitchell International Airport liegt zehn Kilometer südlich des Stadtzentrums von Milwaukee. Der Wisconsin Highway 119 beginnt am Passagierterminal und verbindet es mit den westlich des Flughafens auf einer gemeinsamen Trasse verlaufenden Interstates 41 und 94. Außerdem kreuzt der Wisconsin Highway 38 den Wisconsin Highway 119 und untertunnelt die Start- und Landebahn 07R/25L. Östlich des Flughafens verläuft der Wisconsin Highway 794. Des Weiteren verläuft die Interstate 43 einige Kilometer nordwestlich des Flughafens.
Der Milwaukee Mitchell International Airport wird per Bus und Eisenbahn in den öffentlichen Personennahverkehr eingebunden. Die MCTS-Buslinien GreenLine und Route 80 verbinden das Passagierterminal regelmäßig mit dem Stadtzentrum von Milwaukee. Zusätzlich verfügt der Flughafen über einen Bahnhof an der Bahnstrecke zwischen Milwaukee und Chicago, dieser wird als Milwaukee Airport Rail Station bezeichnet. Er liegt zwei Kilometer südwestlich des Passagierterminals und wird durch Shuttlebusse mit diesem verbunden. Die Züge der Amtrak Hiawatha-Linie halten regelmäßig am Bahnhof.

## Geschichte
Der erste Flughafen auf dem Gelände wurde im Jahr 1920 durch den Geschäftsmann Thomas Hamilton als Hamilton Airport eingerichtet. Am 19. Oktober 1926 übernahm der Milwaukee County den Hamilton Airport und benannte ihn in Milwaukee County Airport um. Nachdem bereits seit 1929 Passagierverkehr über den Michigansee angeboten worden war, wurde 1940 ein Empfangsgebäude errichtet. Zu Ehren des Generals Billy Mitchell wurde der Flughafen am 17. März 1941 erneut umbenannt, diesmal in General Mitchell Field. Das Kriegsministerium der Vereinigten Staaten mietete das General Mitchell Field ab Januar 1945 und nutzte es als Kriegsgefangenenlager mit bis zu 3000 Insassen. Im Jahr 1947 wurde der 128th Air Refueling Wing im Osten des Flughafens stationiert, in den 1950er-Jahren folgte die Stationierung des 440th Airlift Wing im Süden des Flughafens.
Das heutige Passagierterminal wurde am 19. Juli 1955 eröffnet und verfügte über 23 Flugsteige. Im Juli 1961 nahm Northwest Airlines Linienflüge mit Boeing 720 auf, damit begann für den Flughafen das Jetzeitalter. 1964 wurde die Start- und Landebahn 07R/25L auf 2442 Meter verlängert. 1970 wurde das Terminal erweitert. Außerdem wurde in den 1970er-Jahren das International Arrivals Terminal errichtet. 1986 wurde der Name des Flughafens in General Mitchell International Airport geändert. Im Oktober 1989 wurden neue Frachtterminalseröffnet, am 14. Dezember 1990 eröffneten 16 zusätzliche Flugsteige. 2007 erfolgte eine Erweiterung um acht Flugsteige. 2008 wurde der 440th Airlift Wing der Air Force Reserve zur Pope Air Force Base in North Carolina verlegt, die Basis im Süden des Flughafengeländes wurde geschlossen und anschließend in einen Gewerbepark umgewandelt. Den heutigen Namen Milwaukee Mitchell International Airport erhielt der Flughafen im Februar 2019.

## Flughafenanlagen

Flughafendiagramm (2025)

Der Milwaukee Mitchell International Airport hat eine Fläche von 728 Hektar.

### Start- und Landebahnen
Der Milwaukee Mitchell International Airport verfügt über fünf Start- und Landebahnen. Die längste Start- und Landebahn des Flughafens trägt die Kennung 01L/19R ist 3045 Meter lang und 61 Meter breit, die parallele Bahn trägt die Kennung 01R/19L, ist 1275 Meter lang und 46 Meter breit. Die zweitlängste Start- und Landebahn trägt die Kennung 07R/25L, ist 2530 Meter lang und 46 Meter breit. Die parallele Bahn trägt die Kennung 07L/25R, ist 1463 Meter lang und 30 Meter breit. Die weitere Start- und Landebahn trägt die Kennung 13/31, ist 1687 Meter lang und 46 Meter breit. Die Start- und Landebahnen 01L/19R, 01R/19L und 07R/25L sind mit einem Belag aus Beton ausgestattet, während die Bahn 07R/25L über einen Belag aus Asphalt verfügt. Bei der Start- und Landebahn 13/31 besteht der Belag teilweise aus Asphalt und Beton.

### Passagierterminal
Der Milwaukee Mitchell International Airport verfügt über zwei Passagierterminals. Das große Passagierterminal des Flughafens verfügt über 39 Flugsteige in zwei Concourses. Im Concourse C befinden sich 15 Flugsteige mit den Nummern 9 bis 12, 14 bis 15 sowie 17 bis 25. 14 Flugsteige sind mit Fluggastbrücken ausgestattet. Im Concourse D befinden sich 24 Flugsteige mit den Nummern 27 bis 30, 34 bis 36, 38 bis 39, 41 bis 49 und 51 bis 56, 18 Flugsteige sind mit Fluggastbrücken ausgestattet. Der Concourse E ist derzeit geschlossen. Er soll abgerissen und durch einen neuen Concourse ersetzt werden.
Das zweite Terminal wird nur für internationale Ankünfte genutzt. Es ist mit einer Fluggastbrücke ausgestattet, auf dem Vorfeld befinden sich zwei Parkpositionen für Flugzeuge. Die Funktion als internationales Terminal soll künftig der Concourse E im anderen Terminal des Flughafens übernehmen.

### Sonstige Einrichtungen
Der Kontrollturm des Flughafens hat eine Höhe von rund 61 Metern und befindet sich westlich des großen Passagierterminals.
Die Frachtterminals des Flughafens liegen am westlichen Ende der Start- und Landebahn 07R/25L. Sie werden unter anderem von DHL, FedEx und UPS Airlines genutzt.
Im Osten des Flughafengeländes befindet der Großteil der Generall Mitchell Air National Guard Base der Wisconsin Air National Guard. Auf dieser ist der 128th Air Refueling Wing, welcher mit Boeing KC-135R ausgestattet ist, stationiert.

## Betrieb
Der Milwaukee Mitchell International Airport ist an die amerikanischen Luftfahrt-Drehkreuze angeschlossen. Darüber hinaus bestehen Direktverbindungen zu nordamerikanischen Zielen. Außerdem war er von 1984 bis 2010 Heimatbasis der Midwest Airlines, die Milwaukee mit vielen großen Flughäfen der USA verband. Nach der Fusion mit Frontier Airlines wurde der Flughafen auch weiterhin als Drehkreuz genutzt. Frontier Airlines reduzierte jedoch schrittweise ihre Präsenz an dem Flughafen, bis das Drehkreuz endgültig geschlossen wurde. AirTran Airways baute sein Drehkreuz in Milwaukee daraufhin aus und auch Southwest Airlines, welche AirTran übernahm, plant, den Stützpunkt weiter auszubauen.

### Fluggesellschaften und Ziele
Am Milwaukee Mitchell International Airport bieten neun Passagierfluggesellschaften Liniengflüge an. Im Jahr 2022 hatte Southwest Airlines den größten Marktanteil bei den Passagieren, gefolgt von Delta Air Lines, American Airlines, United Airlines, Spirit Airlines, Frontier Airlines und jetBlue Airways. Außerdem führt Swift Air Charterflüge für Apple Vacations und Funjet Vacations durch.
Es werden 29 Ziele in den Vereinigten Staaten angeflogen, darunter vor allem die Drehkreuze der einzelnen Fluggesellschaften. Vier Ziele werden nur saisonal bedient. Zusätzlich werden saisonale Flüge zu fünf internationalen Zielen angeboten.

## Verkehrszahlen
| Verkehrszahlen des Milwaukee Mitchell International Airport 1944–2022 | Verkehrszahlen des Milwaukee Mitchell International Airport 1944–2022 | Verkehrszahlen des Milwaukee Mitchell International Airport 1944–2022 | Verkehrszahlen des Milwaukee Mitchell International Airport 1944–2022 | Verkehrszahlen des Milwaukee Mitchell International Airport 1944–2022 | Verkehrszahlen des Milwaukee Mitchell International Airport 1944–2022 |
| Jahr                                                                  | Fluggastaufkommen                                                     | Fluggastaufkommen                                                     | Fluggastaufkommen                                                     | Luftfracht (Tonnen) (mit Luftpost)                                    | Flugbewegungen                                                        |
| Jahr                                                                  | National                                                              | International                                                         | Gesamt                                                                | Luftfracht (Tonnen) (mit Luftpost)                                    | Flugbewegungen                                                        |
| --------------------------------------------------------------------- | --------------------------------------------------------------------- | --------------------------------------------------------------------- | --------------------------------------------------------------------- | --------------------------------------------------------------------- | --------------------------------------------------------------------- |
| 2022                                                                  | 5.387.163                                                             | 51.892                                                                | 5.439.055                                                             | 71.333                                                                | 89.942                                                                |
| 2021                                                                  | 4.510.481                                                             | 13.864                                                                | 4.524.345                                                             | 77.969                                                                | 87.457                                                                |
| 2020                                                                  | 2.577.488                                                             | 49.727                                                                | 2.627.215                                                             | 73.200                                                                | 71.088                                                                |
| 2019                                                                  | 6.786.495                                                             | 108.399                                                               | 6.894.894                                                             | 75.888                                                                | 106.551                                                               |
| 2018                                                                  | 6.983.032                                                             | 113.682                                                               | 7.096.714                                                             | 77.185                                                                | 111.690                                                               |
| 2017                                                                  | 6.772.217                                                             | 132.453                                                               | 6.904.670                                                             | 74.800                                                                | 112.345                                                               |
| 2016                                                                  | 6.652.663                                                             | 104.694                                                               | 6.757.357                                                             | 72.973                                                                | 113.530                                                               |
| 2015                                                                  | 6.436.452                                                             | 112.901                                                               | 6.549.353                                                             | 68.239                                                                | 111.501                                                               |
| 2014                                                                  | 6.443.894                                                             | 110.258                                                               | 6.554.152                                                             | 66.840                                                                | 113.248                                                               |
| 2013                                                                  | 6.431.061                                                             | 94.120                                                                | 6.525.181                                                             | 69.323                                                                | 119.549                                                               |
| 2012                                                                  | 7.429.404                                                             | 85.666                                                                | 7.515.070                                                             | 72.805                                                                | 133.366                                                               |
| 2011                                                                  | 9.425.799                                                             | 96.657                                                                | 9.522.456                                                             | 76.627                                                                | 173.017                                                               |
| 2010                                                                  | –                                                                     | –                                                                     | 9.848.377                                                             | 78.282                                                                | 191.553                                                               |
| 2009                                                                  | –                                                                     | –                                                                     | 7.935.124                                                             | 68.389                                                                | 169.693                                                               |
| 2008                                                                  | –                                                                     | –                                                                     | 7.956.968                                                             | 86.471                                                                | 183.278                                                               |
| 2007                                                                  | –                                                                     | –                                                                     | 7.712.535                                                             | 88.253                                                                | 200.205                                                               |
| 2006                                                                  | –                                                                     | –                                                                     | 7.299.294                                                             | 92.664                                                                | 202.505                                                               |
| 2005                                                                  | –                                                                     | –                                                                     | 7.268.000                                                             | 92.633                                                                | 219.114                                                               |
| 2004                                                                  | –                                                                     | –                                                                     | 6.661.105                                                             | 92.691                                                                | 215.230                                                               |
| 2003                                                                  | –                                                                     | –                                                                     | 6.142.124                                                             | 90.486                                                                | 211.418                                                               |
| 2002                                                                  | –                                                                     | –                                                                     | 5.589.127                                                             | 93.628                                                                | 216.179                                                               |
| 2001                                                                  | –                                                                     | –                                                                     | 5.600.060                                                             | 93.532                                                                | 211.512                                                               |
| 2000                                                                  | –                                                                     | –                                                                     | 6.076.628                                                             | 109.341                                                               | 221.855                                                               |
| 1999                                                                  | –                                                                     | –                                                                     | 5.825.670                                                             | 119.205                                                               | 221.866                                                               |
| 1998                                                                  | –                                                                     | –                                                                     | 5.535.921                                                             | 119.430                                                               | 219.087                                                               |
| 1997                                                                  | –                                                                     | –                                                                     | 5.598.971                                                             | 113.361                                                               | 212.609                                                               |
| 1996                                                                  | –                                                                     | –                                                                     | 5.452.645                                                             | 111.863                                                               | 200.963                                                               |
| 1995                                                                  | –                                                                     | –                                                                     | 5.221.705                                                             | 105.738                                                               | 205.487                                                               |
| 1994                                                                  | –                                                                     | –                                                                     | 5.179.872                                                             | 104.110                                                               | 215.889                                                               |
| 1993                                                                  | –                                                                     | –                                                                     | 4.521.872                                                             | 92.855                                                                | 201.288                                                               |
| 1992                                                                  | –                                                                     | –                                                                     | 4.422.089                                                             | 92.066                                                                | 203.030                                                               |
| 1991                                                                  | –                                                                     | –                                                                     | 4.114.051                                                             | 94.376                                                                | 203.242                                                               |
| 1990                                                                  | –                                                                     | –                                                                     | 4.488.304                                                             | 80.778                                                                | 206.669                                                               |
| 1989                                                                  | –                                                                     | –                                                                     | 4.308.295                                                             | 69.743                                                                | 198.439                                                               |
| 1988                                                                  | –                                                                     | –                                                                     | 4.029.746                                                             | 66.950                                                                | 192.621                                                               |
| 1987                                                                  | –                                                                     | –                                                                     | 3.570.340                                                             | 54.548                                                                | 185.564                                                               |
| 1986                                                                  | –                                                                     | –                                                                     | 3.384.664                                                             | 39.392                                                                | 193.700                                                               |
| 1985                                                                  | –                                                                     | –                                                                     | 3.062.954                                                             | 36.496                                                                | 188.157                                                               |
| 1984                                                                  | –                                                                     | –                                                                     | 2.573.239                                                             | 35.278                                                                | 171.029                                                               |
| 1983                                                                  | –                                                                     | –                                                                     | 2.923.641                                                             | 34.220                                                                | 166.076                                                               |
| 1982                                                                  | –                                                                     | –                                                                     | 3.285.884                                                             | 27.664                                                                | 160.483                                                               |
| 1981                                                                  | –                                                                     | –                                                                     | 3.117.883                                                             | 26.138                                                                | 205.998                                                               |
| 1980                                                                  | –                                                                     | –                                                                     | 3.295.509                                                             | 31.868                                                                | 239.594                                                               |
| 1979                                                                  | –                                                                     | –                                                                     | 3.460.441                                                             | 39.216                                                                | 261.310                                                               |
| 1978                                                                  | –                                                                     | –                                                                     | 2.991.750                                                             | 41.235                                                                | 247.041                                                               |
| 1977                                                                  | –                                                                     | –                                                                     | 2.803.138                                                             | 40.950                                                                | 234.904                                                               |
| 1976                                                                  | –                                                                     | –                                                                     | 2.556.720                                                             | 35.284                                                                | 229.184                                                               |
| 1975                                                                  | –                                                                     | –                                                                     | 2.241.745                                                             | 35.125                                                                | 210.081                                                               |
| 1974                                                                  | –                                                                     | –                                                                     | 2.143.071                                                             | 40.710                                                                | 231.063                                                               |
| 1973                                                                  | –                                                                     | –                                                                     | 2.041.454                                                             | 40.762                                                                | 253.999                                                               |
| 1972                                                                  | –                                                                     | –                                                                     | 1.917.252                                                             | 34.926                                                                | 228.706                                                               |
| 1971                                                                  | –                                                                     | –                                                                     | 1.947.442                                                             | 31.502                                                                | 224.071                                                               |
| 1970                                                                  | –                                                                     | –                                                                     | 1.766.802                                                             | 37.554                                                                | 226.150                                                               |
| 1969                                                                  | –                                                                     | –                                                                     | 1.711.777                                                             | 37.510                                                                | 260.557                                                               |
| 1968                                                                  | –                                                                     | –                                                                     | 1.622.532                                                             | 28.744                                                                | 272.563                                                               |
| 1967                                                                  | –                                                                     | –                                                                     | 1.378.394                                                             | 19.496                                                                | 251.588                                                               |
| 1966                                                                  | –                                                                     | –                                                                     | 1.079.484                                                             | 14.705                                                                | 221.109                                                               |
| 1965                                                                  | –                                                                     | –                                                                     | 966.070                                                               | 13.976                                                                | 181.296                                                               |
| 1964                                                                  | –                                                                     | –                                                                     | 847.958                                                               | 11.951                                                                | 156.438                                                               |
| 1963                                                                  | –                                                                     | –                                                                     | 777.382                                                               | 10.534                                                                | 146.507                                                               |
| 1962                                                                  | –                                                                     | –                                                                     | 723.725                                                               | 8.126                                                                 | 137.516                                                               |
| 1961                                                                  | –                                                                     | –                                                                     | 683.503                                                               | 7.046                                                                 | 144.552                                                               |
| 1960                                                                  | –                                                                     | –                                                                     | 752.079                                                               | 6.484                                                                 | 156.687                                                               |
| 1959                                                                  | –                                                                     | –                                                                     | 748.010                                                               | 5.144                                                                 | 155.773                                                               |
| 1958                                                                  | –                                                                     | –                                                                     | 683.803                                                               | 4.108                                                                 | 161.709                                                               |
| 1957                                                                  | –                                                                     | –                                                                     | 673.927                                                               | 5.572                                                                 | 164.766                                                               |
| 1956                                                                  | –                                                                     | –                                                                     | 580.657                                                               | –                                                                     | 152.275                                                               |
| 1955                                                                  | –                                                                     | –                                                                     | 521.727                                                               | –                                                                     | 144.030                                                               |
| 1954                                                                  | –                                                                     | –                                                                     | 458.816                                                               | –                                                                     | 122.392                                                               |
| 1953                                                                  | –                                                                     | –                                                                     | 389.397                                                               | –                                                                     | 110.302                                                               |
| 1952                                                                  | –                                                                     | –                                                                     | 322.180                                                               | –                                                                     | 89.124                                                                |
| 1951                                                                  | –                                                                     | –                                                                     | 279.226                                                               | –                                                                     | 85.177                                                                |
| 1950                                                                  | –                                                                     | –                                                                     | 235.069                                                               | –                                                                     | 100.429                                                               |
| 1949                                                                  | –                                                                     | –                                                                     | 225.312                                                               | –                                                                     | 118.049                                                               |
| 1948                                                                  | –                                                                     | –                                                                     | 190.371                                                               | –                                                                     | 178.947                                                               |
| 1947                                                                  | –                                                                     | –                                                                     | 187.672                                                               | –                                                                     | 172.174                                                               |
| 1946                                                                  | –                                                                     | –                                                                     | 171.672                                                               | –                                                                     | 140.659                                                               |
| 1945                                                                  | –                                                                     | –                                                                     | 105.058                                                               | –                                                                     | 95.847                                                                |
| 1944                                                                  | –                                                                     | –                                                                     | 37.442                                                                | –                                                                     | 99.603                                                                |

### Verkehrsreichste Strecken
| Rang | Stadt                             | Passagiere | Fluggesellschaft                           |
| ---- | --------------------------------- | ---------- | ------------------------------------------ |
| 01   | Atlanta, Georgia                  | 306.060    | Delta, Southwest                           |
| 02   | Denver, Colorado                  | 249.200    | Frontier, Southwest, United/United Express |
| 03   | Orlando, Florida                  | 204.110    | Frontier, Southwest, Spirit, Sun Country   |
| 04   | Las Vegas, Nevada                 | 162.510    | Frontier, Southwest, Spirit, Sun Country   |
| 05   | Phoenix–Sky Harbor, Arizona       | 157.250    | American, Southwest, Sun Country           |
| 06   | Minneapolis/Saint Paul, Minnesota | 142.890    | Delta, Sun Country                         |
| 07   | Chicago–O’Hare, Illinois          | 139.210    | American Eagle, United Express             |
| 08   | Dallas/Fort Worth, Texas          | 128.110    | American                                   |
| 09   | Detroit, Michigan                 | 108.540    | Delta                                      |
| 10   | Charlotte, North Carolina         | 101.110    | American                                   |

## Zwischenfälle
- Am 7. August 1949 kollidierte eine Douglas DC-3A der US-amerikanischen Capital Airlines (N45379) mit einer Cessna 140 (Luftfahrzeugkennzeichen N3198N). Im Anflug auf den Milwaukee Mitchell International Airport übersahen die DC-3-Piloten die Cessna, die nach der Kollision abstürzte. Die DC-3 konnte auf dem Zielflughafen gelandet werden. Alle 23 Insassen der DC-3 überlebten, der Pilot der Cessna wurde getötet.[15]

- Am 6. September 1985 stürzte eine Douglas DC-9-14 der Midwest Express Airlines (N100ME) kurz nach dem Start am Milwaukee Mitchell International Airport mit Ziel Atlanta auf Grund eines Pilotenfehlers ab. Alle 27 Passagiere und 4 Besatzungsmitglieder wurden getötet (siehe auch Midwest-Express-Airlines-Flug 105).[16]

- Am 5. Februar 2006 kollidierte eine Short 360-100 der US-amerikanischen Air Cargo Carriers (N3735W) nahe Watertown (Wisconsin) mit einer anderen Short 360 derselben Gesellschaft (N372AC), während die Piloten im Formationsflug gegenseitig Foto- und Videoaufnahmen machten. Während mit der anderen, ebenfalls beschädigten Short 360 (N372AC) eine Notlandung auf dem gemeinsamen Startflughafen Milwaukee-Mitchell gelang, stürzte N3735W in ein Feld. Dabei wurden alle 3 Insassen, die beiden Besatzungsmitglieder und der einzige Passagier, getötet.[17]